# 译后编辑
译后编辑指的是“通过少量的人工修改以对机器生成的翻译进行完善”的过程。进行译后编辑的人员被称为译后编辑员。
译后编辑这一概念与译前编辑相关。在使用机器翻译时，对原文进行译前编辑可提高翻译质量，例如可将受控语言的原则应用于译前编辑上，然后再对机器生成的翻译进行译后编辑。
译后编辑与编辑有所不同。编辑指对人工翻译的文本进行完善的过程，在翻译界，这一过程常被称为修订。
译后编辑需要对机器翻译的文本进行改正以保证翻译的质量达到顾客与译后编辑员事前商定好的标准并进行校对以改正一些小的错误。
简略译后编辑旨在将文本翻译至可理解的程度，而全面译后编辑则在保证意思的同时力求文风与原文一致。
机器翻译和全面译后编辑的进步使得其可与人工翻译媲美。有一系列软件工具，如谷歌翻译工具包、SDL Trados 以及Systran等都支持对机器生成的翻译进行译后编辑。

## 译后编辑及机器翻译
在70年代后期，机器翻译在一些大型组织，如欧洲委员会和泛美卫生组织中开始实际投入应用，而后也在如卡特彼勒及通用汽车等企业中应用。
在80年代开始了译后编辑的早期研究，主要着重于实施方面。
为了制定适当的指导和培训，美洲机器翻译协会(AMTA)以及欧洲机器翻译协会(EAMT)的会员于1999念设立了译后编辑特殊兴趣小组。
90年代后，计算机的影响力和连接性使得机器翻译得到发展，并允许其通过网络浏览器进行部署，如变成了主流搜索引擎中的免费而有用的附件(谷歌翻译，Bing翻译，雅虎翻译)。在人们接受机器翻译并不完美的质量的同时，也对译后编辑有了更高的接受度。在译码存储器和其他翻译管理技术的帮助下，人工翻译仍跟不上有着本地化需求的商品和服务的增长速度。诸如翻译自动化用户协会(TAUS)希望在未来几年内，机器翻译和译后编辑能发挥更大的作用。

## 简略和全面译后编辑
1980年代的研究把译后编辑分为不同等级，被欧洲委员会翻译服务为传统型及简便型，也被称为全面型和快速型。当代，简略和全面译后编辑似乎是最为常用的称呼方式。
简略译后编辑指译后编辑员被严格要求对文本进行最小干预以使终端用户理解文本大意。此种译后编辑方式的目的是为了使客户对文本有大概的理解，并且往往是在时间紧促十分紧急的情况下使用的。
全面译后编辑需要更多的翻译加工以达到客户和译后编辑员事先商定好的翻译质量。此种译后编辑方式的目的是使文本在可以理解的同时有着合适的文风，因此它可以被用来起到传播目的。全面译后编辑的最高境界指的是其翻译质量与人工翻译的文本是一样的。然而，这一假设是基于译员直接从原文翻译要比译后编辑机器生成的文本容易的基础之上。随着机器翻译的不断进步，这一事实可能会改变。对于一些语言对和一些任务，还有一些在特定领域有高质量的数据的机器翻译器，一些客户已经开始要求译员直接译后编辑，而不是从头开始翻译，因为他们认为可以花更低的费用以达到同样的翻译质量。
90年代，当机器翻译仍在CD-ROM上的运行时所制定出的简略或全面译后编辑的标准也许同样不适合在简略译后编辑方面的机器翻译的进步。对于某些语言对和某些任务，特别是当原文已经预先编辑过时，未经修改的机器生成的文本在不需要事先的人为干预的前提下，对于理解文本意思来说已经足够。

## 译后编辑和语言行业
经过三十年后，译后编辑员仍然是“新生职业”，译后编辑员的正确身份仍未被完全了解。译后编辑与翻译和编辑重叠，但也仅仅是部分重叠。大部分人认为一名理想的译后编辑员是一名被训练出所需的特定技能的译员，但也有人认为没有翻译经验的双语人士可能更容易被训练。人们并不了解译后编辑员究竟是什么人，他们大部分是公司工作的职员还是自由职业者，以及他们的情况。
当未经编辑的机器翻译不够好但又不需要人工翻译时则使用译后编辑。这一行业建议，当译后编辑可以至少比人工翻译的生产量翻至少两倍，或在简略译后编辑的情况下翻四倍时，使用译后编辑。这些观察结果往往都是根据几年前所做出的猜测，而非现在应用的事实。
没有明确数据显示译后编辑在翻译行业所占的比例。最近的调查显示50%的语言服务机构提供这项服务，但是其中85%表示译后编辑在他们的生意中所占比已不到10%。
在任何情况下，生产力与体积预计都是移动目标，因为主要由译后编辑文本反馈回机器所推动的机器翻译的进步，意味着完成的译后编越多，机器翻译的质量就会越高，译后编辑就会变得更加广泛...直到这一职业——以及译后编辑这一行业达到最高生产力或也许有一天甚至干脆消失为止。